# Lepa Mladjenovic
Lepa Mladjenovic (en serbio: Лепа Млађеновић, romanizado: Lepa Mlađenović) (Belgrado, 9 de noviembre de 1954) es una activista feminista, lesbiana y contra la guerra, pionera de la Segunda ola del feminismo en Serbia. Es asesora feminista para mujeres sobrevivientes de violencia machista o lesbofobia, facilitadora de talleres, escritora y conferencista y miembro de varias juntas y redes internacionales que se preocupan por los derechos de las lesbianas y la violencia contra las mujeres. Es considerada un símbolo del activismo de las mujeres en la ex-Yugoslavia.

## Biografía
Nació en Belgrado en 1954. Pasó las vacaciones de verano de su infancia en Sarajevo y en el Mar Adriático. Desde 2017 vive en Belgrado.

### Trayectoria activista

#### Alternativas a la psiquiatría
Se graduó en el Departamento de Estudios de Psicología de la Facultad de Filosofía de la Universidad de Belgrado en 1980. Como estudiante, se opuso al rígido sistema educativo escribiendo cartas de protesta al profesorado criticando las reglas conservadoras que no empoderaban al alumnado. El primer movimiento social en el que participó activamente fue la Red de Alternativas a la Psiquiatría, cuyo objetivo era desinstitucionalizar la psiquiatría por su violencia y exclusión. Inició y coorganizó "Psiquiatría y sociedad", una conferencia internacional de tres días en 1983 en el centro cultural estudiantil de Belgrado. Luego se ofreció como voluntaria en centros de salud mental en Trieste y escribió sobre la psiquiatría democrática en Italia y los centros de terapia comunitaria de la Asociación Arbours en Londres, que se desarrollaron a partir del movimiento antipsiquiátrico.

#### Activismo feminista y contra la guerra
Su activismo feminista comenzó en 1978 cuando participó en DRUG-ca Žena (Camaradas Mujeres), la primera conferencia internacional de mujeres organizada por feministas yugoslavas en el centro cultural estudiantil de Belgrado, que fue un punto de inflexión. para la sociedad civil y feminista en la ex Yugoslavia. En 1982, coorganizó el grupo feminista Mujeres y Sociedad en Belgrado. Cuatro años más tarde, organizó un grupo feminista de mujeres como parte de Mujeres y Sociedad que se basó en un modelo de autoconciencia.
Participó en la primera reunión feminista yugoslava en Ljubljana en 1987, organizada por el grupo feminista LILIT y el grupo lésbico LILIT LL de Eslovenia. La reunión alentó la hermandad, los intercambios, el apoyo al activismo de las mujeres, las discusiones sobre la violencia contra las mujeres, la salud reproductiva de las mujeres, el arte y la cultura de las mujeres y las primeras iniciativas para la organización de lesbianas. Con otras activistas de Mujeres y Sociedad, cofundó la Línea Directa SOS para Mujeres y Criaturas Víctimas de Violencia en Belgrado en 1990 y fue coordinadora y consejera de mujeres sobrevivientes de violencia machista. Posteriormente trabajó con mujeres víctimas de la guerra.
En 1991 se unió a Staša Zajović y otras activistas feministas contra la guerra para fundar Mujeres de Negro, celebrando su primera reunión el 9 de octubre de 1991. El grupo comenzó con vigilias semanales en protesta contra el régimen serbio y luego pasó a formar parte de la red mundial Mujeres de Negro.
Fue educadora y asesora de 1992 a 2012, trabajando con mujeres víctimas de violencia machista en Bosnia y Herzegovina, Croacia y Hungría. En 1993, junto con otras voluntarias feministas de la Línea Directa SOS, fundaron Autonomni Ženski Centar AŽC (el Centro Autónomo de Mujeres); fue asesora psicológica y coordinadora del equipo de asesoramiento del centro hasta 2011. Ha participado (y facilitado) muchos talleres para mujeres y grupos de apoyo para mujeres víctimas de violencia machista desde el año 2000, y facilita talleres de alfabetización emocional para activistas (particularmente lesbianas) en los Balcanes. Trabaja en Italia con la ONG Donne in Rete contro la violenza, y publicó un artículo sobre asesoramiento feminista para la violencia sexual.

### Activismo lésbico
Mladjenovic y Suzana Tratnik fueron participantes de Yugoslavia en la conferencia del Servicio Internacional de Información Lésbica de 1986 en Ginebra. Ella, Dejan Nebrigić y varios otros activistas fundaron Arkadia, la primera organización de gays y lesbianas de Belgrado, en 1990; el grupo estuvo activo hasta 1997. Fue la primera lesbiana en Serbia en salir del armario durante una transmisión de televisión pública (en 1994); discutió temas de gays y lesbianas y representó al grupo Arkadia. Ella y varias otras activistas de Arkadia formaron Labris, la primera organización de lesbianas, al año siguiente. En 2001, describió esta experiencia:

I would write a solidarity letter with a package to an unknown woman in Sarajevo, knowing she is under the siege and bullets daily, and worry would she be embarrassed one day when she sees a lesbian in front of her door who wrote her letters?  Why was it always so difficult to say that certain humanitarian aid came from lesbians?

Como parte de Labris, fue organizadora y participante de la primera Semana Lésbica en Eslovenia en 1997 (organizada por el grupo lésbico feminista esloveno Kasandra). Participaron cuarenta y cinco personas de Novi Sad, Maribor, Skopje, Belgrado, Zagreb, Pristina, Split y Ljubljana, y en el evento contó con la cooperación feminista regional. La segunda Semana Lésbica se celebró en Sombor en 2000, y la tercera (ambas organizadas por Labris) en Novi Sad en 2004. La cuarta Semana Lésbica se organizó en 2011.
Fue coorganizadora del Orgullo de Belgrado de 2001. Ella y varias otras consejeras lesbianas fundaron la línea de asesoramiento SOS para lesbianas en 2012, donde fue facilitadora de talleres y consejera psicológica a partir de 2017.

## Publicaciones
De 1992 a 2012, Mladjenovic fue miembro y profesora del Centro de Estudios de la Mujer en Belgrado. Ha escrito varios ensayos sobre violaciones de guerra, violencia contra las mujeres, derechos de las lesbianas, lesbianas en tiempos de guerra, femicidios, el enfoque feminista de la justicia transicional, la solidaridad de las mujeres y la alfabetización emocional. En su manifiesto, "Políticas de Solidaridad de las Mujeres", dice:

Women’s solidarity is a beginning of defascisation of each of us. Because we choose understanding and not accusation, we choose empathy and not hate. We choose to be responsible for our acts, emotions and thoughts, instead of taking a role of a victim. Women’s solidarity is a politics of anti-fascism. Because we choose to care about the Other, the different then me. When we watch children with eyes of solidarity then our children are not necessarily better nor more beautiful then those of others.

## Premios y reconocimientos
Recibió el Premio Felipa de Souza, otorgado por OutRight Action International, por su contribución al activismo de derechos humanos LGBT en 1994 en una celebración del Orgullo en Nueva York. Cuando recibió el premio, dijo: "El lugar del que vengo no es la nación donde nací, sino un país lésbico perdido que nunca tuve, pero lograré crearlo de alguna manera".
La Organización de Lesbianas Novi Sad (NLO) honró a Mladjenovic en 2011 al abrir una sala de lectura lesbiana, feminista y antifascista radical que lleva su nombre.
Recibió el premio Anne Klein Women's Award 2013, presentado por la Fundación Heinrich Böll. Mladjenovic llevó a 22 activistas lesbianas de la región a la ceremonia de entrega en Berlín como parte de una visita de estudio sobre lesbianas.